# Adjö, herr Muffin
Adjö, herr Muffin är en bilderbok från 2002 av Ulf Nilsson och Anna-Clara Tidholm. Adjö, herr Muffin belönades med Augustpriset 2002 i  kategorin bästa barn- och ungdomsbok.
Boken har översatts till bland annat polska, koreanska, japanska, franska, danska, norska, turkiska och tyska.

## Handling
Boken handlar om Herr Muffin ett gammalt marsvin som tänker tillbaka på sitt liv. 

### Fotnoter
1. ↑  ”Adjö, herr Muffin” (på engelska). Worldcat. 11 mars 2002. http://www.worldcat.org/title/adjo-herr-muffin/oclc/186065189&referer=brief_results. Läst 16 maj 2015.
2. ↑  ”Adjö, herr Muffin” (på engelska). Augustpriset. 11 mars 2002. Arkiverad från originalet den 29 december 2016. https://web.archive.org/web/20161229082016/http://www.augustpriset.se/bidrag/adjo-herr-muffin. Läst 16 maj 2015.